# Coosje Ayal
Costavina „Coosje“ Aya Ayal (* 15. April 1926 in Titawai, Niederländisch-Indien; † 28. März 2015 in Ridderkerk) war während des Zweiten Weltkrieges eine  Widerstandskämpferin in Neuguinea.

## Werdegang
Coosje Ayal wurde als fünftes von sieben Kindern des Zimmermanns Christoffel Ayal († nach 1976) und von Josmina Nahuway († 1932) geboren. Bis zu ihrem sechsten Lebensjahr lebte sie mit ihrer Familie in Titawai auf der Insel Nusa Laut. Danach wurde sie 1932 durch ihren Onkel Seth und ihre Tante Tina Nahuway, die selbst kinderlos waren, adoptiert. Sie lebte bei ihnen im über siebenhundert Kilometer östlich gelegenen Manokwari im damaligen Niederländisch-Neuguinea (heute Westneuguinea), wo der Bruder ihrer Mutter als Beamter arbeitete und hatte keinen Kontakt mehr zu ihren Eltern. Im Alter von zwölf Jahren erhielt sie die Nachricht, dass ihre Mutter bei der Geburt ihres siebten Kindes gestorben war. Da ihr Onkel als Beamter beim niederländischen Staat angestellt war, gehörte Coosje zu einer den Niederländern „gleichgestellten Familie“, so dass sie die niederländische Schule besuchte und auch die Sprache lernte. Sie erhielt eine streng protestantische, zugleich aber sehr behütete Erziehung. Nach der Grundschule besuchte sie die Hauswirtschaftsschule.

## Guerilla-Tätigkeit
Während des Zweiten Weltkrieges eroberte die japanische Armee zwischen dem 16. Dezember 1941 und dem 8. März 1942 ganz Niederländisch-Indien. Coosjes Onkel erhielt den Befehl, Waffen, Lebensmittel und Munition im Dschungel zu verstecken und eine Miliz der Koninklijk Nederlandsch-Indisch Leger (KNIL) zu bilden. Als die japanischen Besatzer am 12. April 1942 mit einer Flotte von hundert Schiffen in die Bucht von Manokwari einliefen, befand sich die 62-köpfige Miliz, darunter auch die sechzehnjährige Coosje Ayal, ihre Tante und ihr Onkel, bereits im Dschungel. Sie versteckten sich dreißig Monate lang und unternahmen gelegentliche erfolgreiche bewaffnete Vorstöße gegen japanische Lager, um Munition und Proviant zu erbeuten. Während dieser Zeit waren sie von jedem Kontakt zu Verbündeten abgeschnitten, litten unter Kälte, Krankheiten und Hunger, so dass sie auch Schlangen, Eidechsen, Schnecken und Larven aßen. Coosje Ayal wurde wie „einer der Jungs“ behandelt, trug eine Soldatenuniform und lernte den Umgang mit einem Karabiner und Handgranaten, musste aber außerdem auch für die Männer kochen, Kleidung ausbessern und sich um die Verwundeten kümmern.
Nach einem anstrengenden Marsch westlich des Vogelkop, bei der einige Männer an Erschöpfung starben, wurde die Truppe auf zwei Biwaks aufgeteilt, um die Gefahr einer Gefangennahme zu verringern. Mehrmals, unter anderem im Januar 1943 und im April 1944 wurde die Gruppe, der Coos Ayal zugeteilt war, von Japanern angegriffen. Als eine der wenigen gelang ihr die Flucht. Nach drei Tagen allein im Dschungel erreichte sie das andere Biwak. Bei den Angriffen wurden mehrere Männer getötet und andere, darunter ihre Tante, waren als Gefangene nach Manokwari gebracht und dort enthauptet worden. Ende April 1944 landeten alliierte amerikanische Truppen bei der Operation Reckless in Hollandia (heute Jayapura). Als sie erfuhren, dass im unwirtlichen Gebiet des Vogelkop KNIL-Soldaten noch immer aktiv waren, machten sich niederländische Soldaten mit Hilfe eines papuanischen Führers auf die Suche und fanden im September 1944 siebzehn Überlebende der Miliz, darunter Coos Ayal. Sie verbrachte die nächsten zwei Monate im Krankenhaus von Hollandia, bis sie sich von den Auswirkungen von Ruhr, Malaria und Beriberi, die sie sich im Dschungel zugezogen hatte, erholt hatte und ihre Gesundheit wiederhergestellt war.

## Weiteres Leben
Nach der Entlassung aus dem Krankenhaus flog Coosje Ayal im Oktober 1944 nach Brisbane in Australien, wo sie im Frauenkorps der KNIL eine Ausbildung zur Krankenschwester und Infanteristin absolvierte und zum Corporal befördert wurde. Dort lernte sie Henry Evers (1922–2006) kennen, einen Militärangehörigen aus Curaçao. Das Paar heiratete 1947 im indonesischen Namlea und lebte kurze Zeit auf Nusa Laut, wo es eine Rotkreuz-Klinik einrichtete, und dann in Tangerang in der Nähe von Jakarta. Sie hatten zwei Kinder. 1949 lebten sie einige Monate in den Niederlanden, reisten aber noch im selben Jahr auf die Antillen, wo sieben weitere Kinder geboren wurden. Ihr Mann arbeitete dort als Verwaltungsbeamter bei Shell.
1964 kehrte die Familie in die Niederlande zurück. Ein Brief an Prinz Bernhard mit den Auszeichnungen von Coosje Ayal sorgte für einen reibungslosen Ablauf. Ministerin Marga Klompé empfing das Paar feierlich in Rotterdam und nach kurzer Zeit erhielt die Familie ein Zuhause in Ridderkerk. Coosje Ayal arbeitete in einer Verpackungsfabrik und verkaufte daneben Portionen indonesischen Essens wie Nasi, Bami und Frühlingsrollen an Kollegen. Schließlich gründete sie ihr eigenes Catering-Unternehmen. 1970 beschlossen sie und ihr Mann, sich zu trennen. Nach der Scheidung lebte sie später mit dem Hafenarbeiter Fred Havelaar (ca. 1932–2008) in der Talmastraat. Gemeinsam mit ihrem Partner Fred Havelaar und einigen Sängern, die von den Molukken stammten, gründete sie in Ridderkerk die Musikgruppe Sapa Sangka, die wöchentlich im Freizeitgebäude „De Brug“ im Zentrum von Ridderkerk probte. Mit molukkischer Musik spielten sie für die Veteranen aus Niederländisch-Indien und für Menschen in Pflegeheimen. 1983 wurde Coosje Ayal aufgrund von Rückenbeschwerden für arbeitsunfähig erklärt und erhielt aufgrund des 1972 geschaffenen Versorgungsgesetzes für Opfer der Verfolgung 1940–1945 (Wuv) eine Haushaltshilfe. Ab 1988 bezog sie eine „Verzetspensioen“ (Widerstandsrente).
Coosje Ayal nahm regelmäßig an den Gedenkfeiern zum 15. August anlässlich der Bekanntgabe der Kapitulation Japans im Zweiten Weltkrieg teil. In Ridderkerk war sie eine bekannte Persönlichkeit, bekam regelmäßig Besuch von Schulkindern, die ihre Geschichte erfahren wollten und gab Interviewsüber ihre Erfahrungen als weibliches Mitglied der einzigen drei Jahre währenden Guerillagruppe in Niederländisch-Indien. Sie starb Ende März 2015 und wurde am 3. April nach einer Trauerfeier mit militärischen Ehren in der Laurenskerk in Rotterdam auf dem Vredehof-Friedhof am Lagendijk 112 in Ridderkerk beigesetzt.

## Auszeichnungen und Gedenken
- 1946: Verdienstkreuz der Niederlande
- Mobilisatie-Oorlogskruis (niederländisches Mobilisierungskriegskreuz, das von Königin Juliana in einem königlichen Dekret vom 11. August 1948 gestiftet wurde und an niederländische Militärangehörige oder Staatsbürger vergeben wurde, die zwischen dem 6. April 1939 und dem 3. September 1945 im Interesse des Königreichs Militärdienst leisteten.)
- 1981: niederländisches Verzetsherdenkingskruis (Widerstands-Gedenkkreuz)
- Draaginsigne Gewonden (niederländisches Verwundetenabzeichen für Kriegsverletzte aus dem Zweiten Weltkrieg und den Einsätzen in Niederländisch-Indien)[3]
- 2000: Ereteken voor Orde en Vrede (Ehrenzeichen für Ordnung und Frieden, durch königlichen Erlass von Königin Wilhelmina der Niederlande am 2. Dezember 1947 gestiftet)
- Draaginsigne Veteranen (Veteranenabzeichen)[6]

Die niederländische Flagge, die die Widerstandskämpfer im Dschungel bei sich trugen, befindet sich mit den Unterschriften der Überlebenden heute im Museum Bronbeek in Arnhem.
Im Jahr 2023 wurde der Rembrandtweg in Ridderkerk umbenannt in Coosje Ayalstraat.